# Maxie Santillan Jr.
Maxie Santillan Jr. (fallecido el 22 de marzo de 2022) fue un actor estadounidense conocido por papeles menores en Pirates of the Caribbean: The Curse of the Black Pearl y It's Always Sunny in Philadelphia. A menudo se le acreditaba como "Maxie J. Santillan Jr."

## Filmografía

### Películas
| Año  | Título                                                 | Papel                    | Notas         |
| ---- | ------------------------------------------------------ | ------------------------ | ------------- |
| 2003 | Pirates of the Caribbean: The Curse of the Black Pearl | Maximo                   |               |
| 2004 | Bob Esponja: la película                               | Gummy                    |               |
| 2005 | Che Guevara                                            | Chao                     |               |
| 2006 | Sell Out                                               | Dragon Fang              | Cortometraje  |
| 2008 | Mutant Vampire Zombies from the 'Hood!                 | Old Man / Jorge Gonzales |               |
| 2009 | Life Is Hot in Cracktown                               | Slimy Drunk              | Sin acreditar |
| 2010 | Everything Will Happen Before You Die                  | Monk                     |               |
| 2010 | Nude Nuns with Big Guns                                | Mr. Foo                  |               |
| 2010 | Food Stamps                                            | ChooChoo                 |               |
| 2011 | Invisible                                              | Hal                      | Cortometraje  |
| 2011 | Hyenas                                                 | Salazar                  |               |
| 2012 | We the Party                                           | Mystic                   |               |
| 2012 | Ninjito: Mexican Ninja                                 | El Borracho              | Cortometraje  |
| 2012 | Scary or Die                                           | Gonzalez Sr.             |               |
| 2015 | The Time We're In                                      | Mystic                   | Cortometraje  |
| 2016 | Gehenna: Where Death Lives                             | Old Native               |               |
| 2018 | Something Horrible                                     | Briden                   |               |
| 2020 | The Lady of the Dead                                   | Victor                   |               |
| 2021 | Welcome to Our World                                   | ChooChoo                 |               |

### Televisión
| Año       | Título                            | Papel            | Notas                            |
| --------- | --------------------------------- | ---------------- | -------------------------------- |
| 2006-2007 | My Name Is Earl                   | Sparky           | 2 episodios                      |
| 2007      | The Universe                      | Shaman           | Episodio: "Beyond the Big Bang"  |
| 2007      | CSI: Crime Scene Investigation    | Homeless Man     | Episodio: "Lying Down with Dogs" |
| 2007-2010 | It's Always Sunny in Philadelphia | Grizzled Busman  | 2 episodios                      |
| 2010-2012 | Par de reyes                      | Stately Islander | 5 episodios                      |
| 2011      | Shameless                         | Vagrant          | Episodio: "Frank the Plank"      |
| 2012      | The Eric Andre Show               | Himself          | 2 episodios                      |
| 2012      | Tales of the Frontier             | Jose Sanchez     | 2 episodios                      |
| 2012      | 1000 maneras de morir             | Wang-Chung       | Episodio: "Tweets from the Dead" |
| 2015      | Rent Control                      | Gabriel          | Episodio: "Garage"               |
| 2015      | Mentes criminales                 | Homeless Man     | Episodio: "Til Death Do Us Part" |
| 2017      | Disjointed                        | Guy with Walker  | Episodio: "Donna Weed"           |